# L'Entrepôt (Paris)
Pour les articles homonymes, voir Entrepôt (homonymie).
L'Entrepôt, anciennement Olympic-Entrepôt, est un complexe de salles de cinéma français, abritant un restaurant, une salle de concert et une galerie d'exposition, situé à Paris 14e, ouvert depuis mai 1975.

## Historique
Le  lieu appartient à la fondation Paumier Vernes, reconnue d’utilité publique par un décret impérial du 25 juillet 1870.

### Les années Frédéric Mitterrand (1975-1986)
En mai 1975, Frédéric Mitterrand, exploitant depuis 1971 la salle de cinéma Olympic située rue Boyer-Barret, décide de reprendre l'ancienne imprimerie Bessand devenue un entrepôt de textile située 7-9 rue Francis-de-Pressensé pour en faire un centre culturel consacré au cinéma indépendant, mais pas seulement. Alors inconnu, David Rochline y monte dans la foulée son premier spectacle, et s'ensuivent un défilé de mode du couturier Issey Miyake et le lancement du magazine Façade, et de nombreux événements. Durant les premières années, les films programmés permettent de découvrir entre autres le travail de Marguerite Duras, Yasujirō Ozu, Werner Schroeter, Philippe Mora, Rainer Werner Fassbinder (octobre 1975), le cinéma New Wave (octobre 1979), le cinéma égyptien, Ulrike Ottinger (mars 1986). Une galerie d'art est inaugurée, « L'Éléphant rose », accueillant par exemple en février 1979 les travaux de Frank Arnal, intitulés Documents épars sur une histoire du mouvement homosexuel à Paris, 1968 - 1978, participant activement à la fondation d'une reconnaissance des cultures LGBT en France ; plus tard, la revue Masques y organise des rencontres-projections. La librairie Atmosphère s'y installe, consacrée aux ouvrages de cinéma. L'Olympic-Entrepôt accueille aussi le prix Jean-Epstein du meilleur livre de cinéma de 1975 à 1978, et les quatre premiers Festival international de l'avant-garde jusqu'en 1986, année durant laquelle Frédéric Mitterrand cesse ses activités d'exploitant de salles pour cause de faillite.

### Carole Roussopoulos (1986-1994)
Repris par la documentariste suisse Carole Roussopoulos, L'Entrepôt devient à partir de la deuxième partie des années 1980, un lieu consacré aux expériences audiovisuelles, permettant aux publics de rencontrer par exemple Delphine Seyrig ou Jean-Luc Godard et de voir des créations élaborées à partir de différents formats vidéo ici projetés dans de bonne conditions, constituant une sorte de laboratoire expérimental ouvert à des objets d'étude encore peu visibles comme la violences faites aux femmes, le viol conjugal, le combat des lesbiennes, l'excision, les études sur le genre. En octobre 1987, les Cahiers du cinéma y fête leur 400e numéro. Carole Roussopoulos décide de repartir vivre en Suisse en 1994.

### Années 1995 à 2017
L'espace est repris par Patrick Compte qui en poursuit l'activité historique. Il parvient à acquérir un nouvel espace, une grande terrasse en fond de cour permettant de doubler la surface du lieu. En 1997, L'Entrepôt accueille le festival Chéries-Chéris.
En 2002, un ancien directeur du groupe Accor, par ailleurs photographe, Philippe Brizon, devient le nouveau propriétaire du lieu,. Il fait construire la grande verrière abritant le restaurant, un nouvel espace consacré à des expositions d'arts plastiques et fait équiper les trois salles de cinéma en 2011 d'un système de projection numérique. De nombreuses avant-premières permettent de découvrir entre autres le travail de Zoulikha Tahar, Šarūnas Bartas, Christophe Otzenberger, Soazig Daniellou. En 2013, le lieu s'associe à la 8e édition du Festival de l'Europe autour de l'Europe. En 2015, L'Entrepôt annonce un chiffre d'affaires de près de 800 000 euros.

### Depuis 2018
En décembre 2017, le lieu est repris par le producteur Charles Gillibert et le galeriste et entrepreneur Stéphane Magnan,. L'Entrepôt accueille pour son restaurant le collectif Fulgurances (Sophie Cornibert, Rebecca Asthalter et Hugo Hivernat), rénove la salle de concert et de conférences, et organise de nombreuses avant-premières de films, des rencontres autour d'ouvrages, des festivals : « L'Entrepôt se positionne aujourd'hui comme un nouvel espace agitateur d’idées, dédié à la création et conscient des enjeux cinématographiques et sociaux de notre temps ».